# Arquero (ejército)

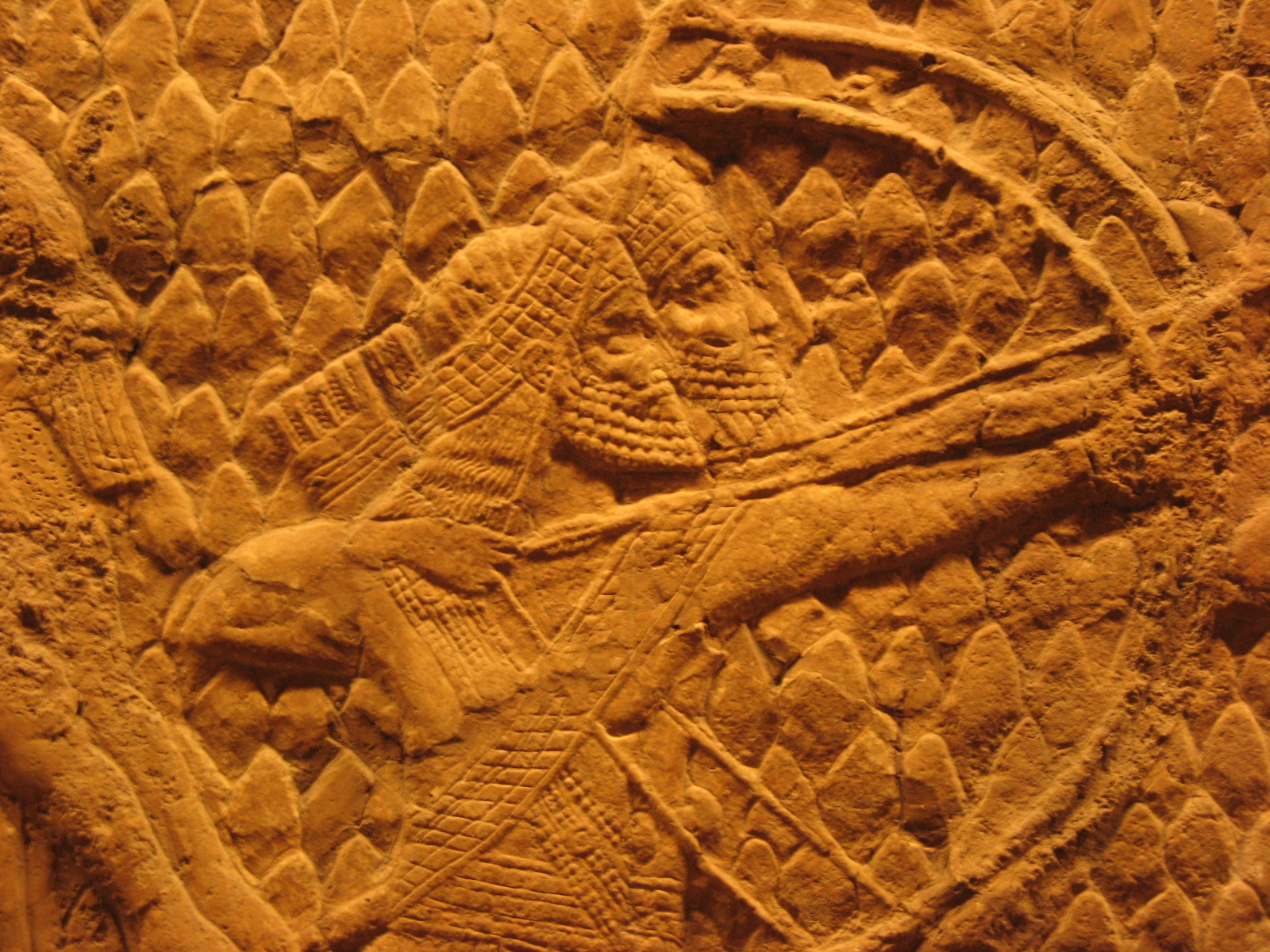
Arqueros asirios. Palacio suroeste de Nínive. 700-692 a. C. Museo Británico.

El arquero era un soldado que disparaba flechas con un arco, una varilla hecha de acero, madera u otra materia elástica, sujeta por los extremos con una cuerda o bordón, de modo que forme una curva.

## Historia
El uso del arco como arma de caza y de guerra se remonta al Paleolítico Superior. 
Los monumentos egipcios, persas, asirios, etc. son testimonio de la existencia de combatientes armados con arco.

### Edad Media
Durante la Edad Media los arqueros fueron un arma de gran importancia: los arqueros ingleses, al aniquilar la caballería francesa, fueron los artífices de la victoria en Azincourt en 1415. Sustituidos progresivamente por los ballesteros y arcabuceros, los arqueros se utilizaron en Francia hasta el siglo XVI y en Inglaterra hasta el XVII; los rusos emplearon arqueros en las Guerras Napoleónicas.
Luis XI creó en Francia el Cuerpo de Arqueros de la Guardia Escocesa, y a comienzos del siglo XVI, se introdujo en España la Guardia Real de Archeros de Borgoña, que vestía ropilla y bohemio amarillos, con franjas encarnadas y blancas. Sin embargo, estos no deben ser confundidos con arqueros, pues no utilizaban arcos y su nombre provenía del arma empleada en las guardias, la archa. 
Con Carlos V los Archeros de la cuchilla formaban la escolta personal del Rey, reservada a hidalgos flamencos o de origen flamenco, como el pintor Juan van der Hamen, y continuaron en ejercicio hasta que Felipe V los sustituyó por los Guardias de Corps. Según las Etiquetas de Palacio de 1647.
Todos los arqueros han de estar continuamente en orden, con sus caballos y armas, que son gola, peto, espaldar y mangas de malla, morriones, tabanillos y pistolas, y los caballos han de ser del tamaño y bondad que es necesario y conveniente. Estando en la guerra demás de las dichas armas, han de tener celadas, borgoñonas, brazaletes y guardabrazos.

## Brazal
Se llamaba así al trozo de cuero que los arqueros egipcios se ajustaban al antebrazo. 
Los arqueros ingleses se protegían del roce de la cuerda del arco y el choque de las flechas con brazales de hueso o marfil.